# Štěpánovice (Moravia meridionale)
Štěpánovice (in tedesco Stiepanowitz) è un comune della Repubblica Ceca facente parte del distretto di Brno-venkov, in Moravia Meridionale.